# Limnophila (Limnophila) allosoma
Limnophila (Limnophila) allosoma is een tweevleugelige uit de familie steltmuggen (Limoniidae). De soort komt voor in het Afrotropisch gebied.